# 普拉尚·博斯
普拉尚·博斯（Prashant Bose），化名基尚（Kishan）或基尚达（Kishan da），曾使用化名Nirbhay Mukherjee、Kajal和Mahesh。孟加拉族，曾任印度共产党（毛主义）政治局委员，印度毛主义共产主义中心前领袖。他负责比哈尔邦和贾坎德邦，领导印共（毛）的东部局。
2004年9月，印度毛主义共产主义中心与印度共产党（马列）人民战争合并为印度共产党（毛主义）。合并协议由两方的总书记基尚和贾纳帕蒂签署。
基尚的妻子Sheela Marandi是印共（毛）中央委员，2006年至2016年被监禁。基尚和他的妻子于2021年11月12日被贾坎德邦警方逮捕。